# Drapelul Japoniei

Steagul Japoniei

Steagul național al Japoniei este rectangular, de culoare albă cu un disc roșu în centru. Numele discului roșu, și prin extensie numele drapelului, este 日の丸 hi no maru (lit. discul soarelui).

## Istorie
Legenda spune ca în secolul al XIII-lea, când mongolii veneau să invadeze Japonia (anii 1274 și 1281), preotul budist Nichiren i-a oferit shogunului un steag asemănător cu cel de astăzi. Shogunatul Tokugawa (1603-1867) a adoptat steagul pentru navele sale la începutul secolului al XVII-lea, iar în secolul al XIX-lea a decretat ca toate navele japoneze să arboreze steagul alb cu disc roșu. Guvernul Meiji a desemnat oficial folosirea steagului de către toate navele comerciale și militare ale Japoniei. Deși a fost folosit multe secole de facto ca steag național, adoptarea oficială s-a făcut doar recent, pe 13 aprilie 1999.
Steagul în care discul roșu are 16 raze a fost folosit de Marina Japoneză până la sfîrșitul celui de-al doilea război mondial și este folosit astăzi de Forțele de Autoapărare Maritime; el este un steag militar și nu trebuie confundat cu steagul național.

## Reglementări
În 1870 erau în vigoare două legi privitoare la dimensiunile steagului: în cazul navelor militare proporția laturilor era de 2:3 cu discul exact în mijloc (decretul Nr. 651 din 3 octombrie 1870), iar pentru navele comerciale proporția era de 7:10 cu discul deplasat spre bățul steagului cu 1/100 din lungime, pentru ca împreună cu grosimea bățului să apară în centru (decretul Nr. 57 din 27 ianuarie 1870).
Steagul folosit astăzi, conform decretului Nr. 127 din 13 aprilie 1999, se execută după următoarele specificații:
- suportul rectangular este alb și are proporția de 2:3;
- discul are diametrul egal cu 3/5 din latura mai scurtă și se dispune exact în centru;
- culoarea discului este 紅色 beni-iro, un roșu intens.

Culoarea beni-iro se extrage în mod tradițional din petalele de 紅花 beni-bana (Carthamus tinctorius), o specie de șofrănel. Numele beni-iro este de asemenea folosit pentru a desemna culoarea rujului de buze (口紅 kuchi-beni). Prin comparație, roșul de pe steagul României are altă nuanță:
     pe steagul României,

     pe steagul Japoniei.